# Tinea murariella
Tinea murariella is een vlinder uit de familie echte motten (Tineidae). De wetenschappelijke naam is voor het eerst geldig gepubliceerd in 1859 door Otto Staudinger.
De soort komt voor in Europa en Afrika.

## Synoniemen
- Tinea bipunctella Ragonot, 1874[1]